# Uomo Radioattivo
L'Uomo Radioattivo (Radioactive Man), il cui vero nome è Chen Lu, è un personaggio immaginario dei fumetti, creato da Stan Lee (testi) e Jack Kirby (disegni), pubblicato dalla Marvel Comics. La sua prima apparizione è in Journey into Mystery (prima serie) n. 93 (giugno 1963).

## Biografia del personaggio
Chen Lu è uno scienziato cinese che si è esposto volutamente a radiazioni per potenziarsi, divenendo inizialmente un supercriminale, nemico di Thor e dei Vendicatori: nelle sue prime apparizioni era il classico nemico "rosso" che durante gli anni della guerra fredda apparivano sulle pagine dei fumetti. Desideroso di vendetta nei confronti di Iron Man, si unisce ai Signori del male, sotto il comando del Barone Zemo, ma viene sconfitto da un attacco coordinato di Giant-Man e Iron Man. Ritorna in seguito nel secondo gruppo dei Signori del Male di Cappuccio Cremisi con l'intento di vendicarsi di Golia attraverso l'utilizzo dell'Adesivo X di Zemo. Riesce a sconfiggerlo e ad imprigionarlo nella base segreta Cappuccio Cremisi, poi rivelatosi essere l'intelligenza artificiale Ultron, creata dallo stesso Hank Pym. L'Uomo Radioattivo aiuta ad imprigionare i Vendicatori in una Bomba-H, che sarebbe esplosa qualora gli umani non avessero dato qualcosa in cambio ai Signori del Male. Tuttavia i Vendicatori si liberano grazie a Jarvis e al secondo Cavaliere Nero. L'Uomo Radioattivo viene sconfitto da Golia e catturato assieme al resto dei Signori del Male (ad eccezione di Ultron-5). Si unirà poi ai Signori del Male di Testa d'Uovo per vendicarsi di Hank Pym, facendolo passare per un criminale assieme al resto della squadra. Viene tuttavia abbattuto dall'ex Vendicatore. I suoi poteri gli permettono di misurarsi con esseri potentissimi come Thor o Hulk: infatti è in grado di respingere il martello del primo e di riportare il secondo nella sua forma umana.

### Civil War e Thunderbolts
Durante Civil War, ha deciso di registrarsi, trasformandosi in "supereroe" e lavorando con i Thunderbolts e scontrandosi con la fazione ribelle nella battaglia finale nel centro di Manhattan.
Mentre all'inizio della sua carriera sembrava spietato e senza scrupoli, in questa sua nuova versione sembra essere dotato di una maggiore umanità, infatti non si trova a suo agio con criminali sanguinari come i suoi colleghi Venom e Bullseye. Inoltre ha manifestato al suo superiore Norman Osborn di preferire Songbird a Moonstone come leader del gruppo, in quanto non si fida del giudizio di quest'ultima.
Nonostante sia probabilmente il membro più potente del gruppo cerca sempre di limitarsi per contenere i danni ed è sempre il primo a dare soccorso ai prigionieri rimasti feriti durante gli scontri, come durante l'arresto del Ragno d'Acciaio, a cui Venom ha volutamente mozzato un braccio con un morso.
Quando Norman Osborn venne messo al posto di Tony Stark come leader dello S.H.I.E.L.D. (ora H.A.M.M.E.R.), ha promosso alcuni ex Thunderbolts al rango di Vendicatori, mentre ha tentato di uccidere Songbird ed ha esiliato Chen Lu nella nativa Cina, sostituendoli con una nuova squadra di T-Bolts.

## Poteri e abilità
Chen può manipolare le radiazioni, indirizzandole verso i suoi nemici o assorbendole, come fa con Hulk per privarlo dei suoi poteri.
Può emettere qualsiasi tipo di radiazione, incluse quelle della kryptonite verde.

## Altre versioni

### JLA/Vendicatori
Nell'ultimo capitolo del crossover JLA/Vendicatori Chen Lu affronta Superman e sembra che i suoi poteri gli permettano, con l'aiuto di Solarr e le sue radiazioni di Sole rosso, di replicare le radiazioni da kryptonite, difatti l'"uomo d'acciaio" si sente venir meno in sua presenza.

## Altri media

### Televisione
L'Uomo Radioattivo compare assieme ai Signori del male in:
- The Marvel Super Heroes
- Black Panther
- Avengers - I più potenti eroi della Terra
- Disk Wars Avengers

### Videogiochi
- L'Uomo Radioattivo compare in Marvel: La Grande Alleanza come membro dei Signori del male, lavorando in coppia con il Soldato d'Inverno, oltre ad essere il nemico da affrontare nel disco di simulazione dedicato alla Donna invisibile.
- L'Uomo Radioattivo compare in Marvel: La Grande Alleanza 2.
- L'Uomo Radioattivo compare in Marvel: Avengers Alliance.
- L'Uomo Radioattivo compare in LEGO Marvel's Avengers nel DLC dei Signori del male.